# Element regularny półgrupy
Element regularny półgrupy – element półgrupy {\displaystyle (S,\cdot ),} mający uogólnioną odwrotność, tj. taki element {\displaystyle x\in S,} że dla pewnego {\displaystyle y\in S} zachodzi warunek
{\displaystyle xyx=x.}
Jeżeli {\displaystyle x} jest elementem regularnym {\displaystyle S,} czyli {\displaystyle xyx=x} dla pewnego {\displaystyle y\in S,} to {\displaystyle yxy} jest elementem odwrotnym do {\displaystyle x.}
Podzbiór półgrupy nazywany jest podzbiorem regularnym, gdy każdy jego element jest regularny. Półgrupa regularna to taka, która jest swoim podzbiorem regularnym.

## D{\displaystyle {\mathcal {D}}}-klasy regularne
Regularność jest cechą {\displaystyle {\mathcal {D}}}-klas półgrupy (zob. relacje Greena), co pokazuje następujące twierdzenie.
Twierdzenie. Jeżeli pewna {\displaystyle {\mathcal {D}}}-klasa {\displaystyle \mathrm {D} } półgrupy {\displaystyle S} zawiera element regularny, to każdy element {\displaystyle \mathrm {D} } jest regularny.
Ważna jest też następująca charakteryzacja {\displaystyle {\mathcal {D}}}-klas regularnych:
Twierdzenie. Niech {\displaystyle \mathrm {D} \in S/{\mathcal {D}}.} {\displaystyle \mathrm {D} } jest reglarna wtedy i tylko wtedy, gdy dla każdych {\displaystyle \mathrm {L} \in S/{\mathcal {L}}} i {\displaystyle \mathrm {R} \in S/{\mathcal {R}}} takich, że {\displaystyle \mathrm {L} \subseteq \mathrm {D} } i {\displaystyle \mathrm {R} \subseteq \mathrm {D} } zarówno {\displaystyle \mathrm {L} ,} jak i {\displaystyle \mathrm {R} } zawiera przynajmniej jeden idempotent.